# Isidoro Araujo de Lira

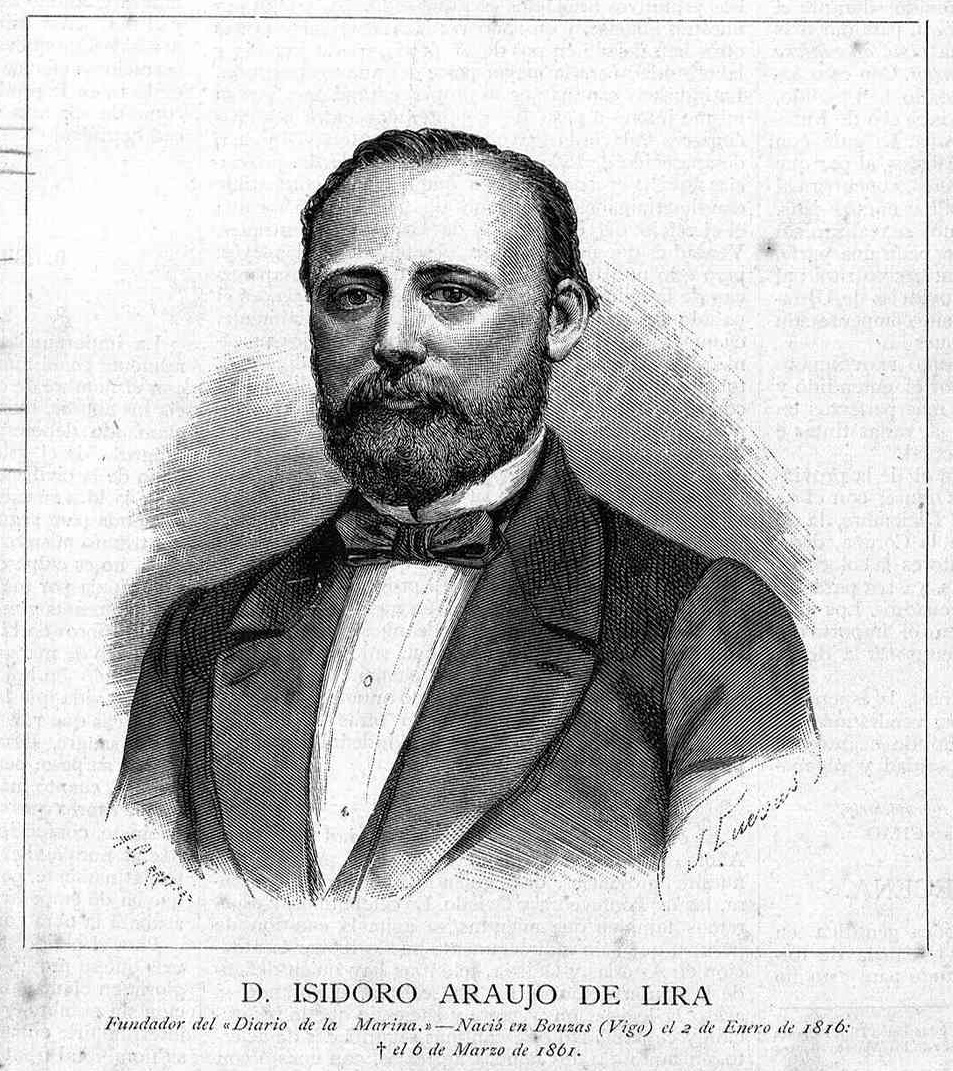
Retrato de Isidoro Araujo en La Ilustración de Galicia y Asturias.

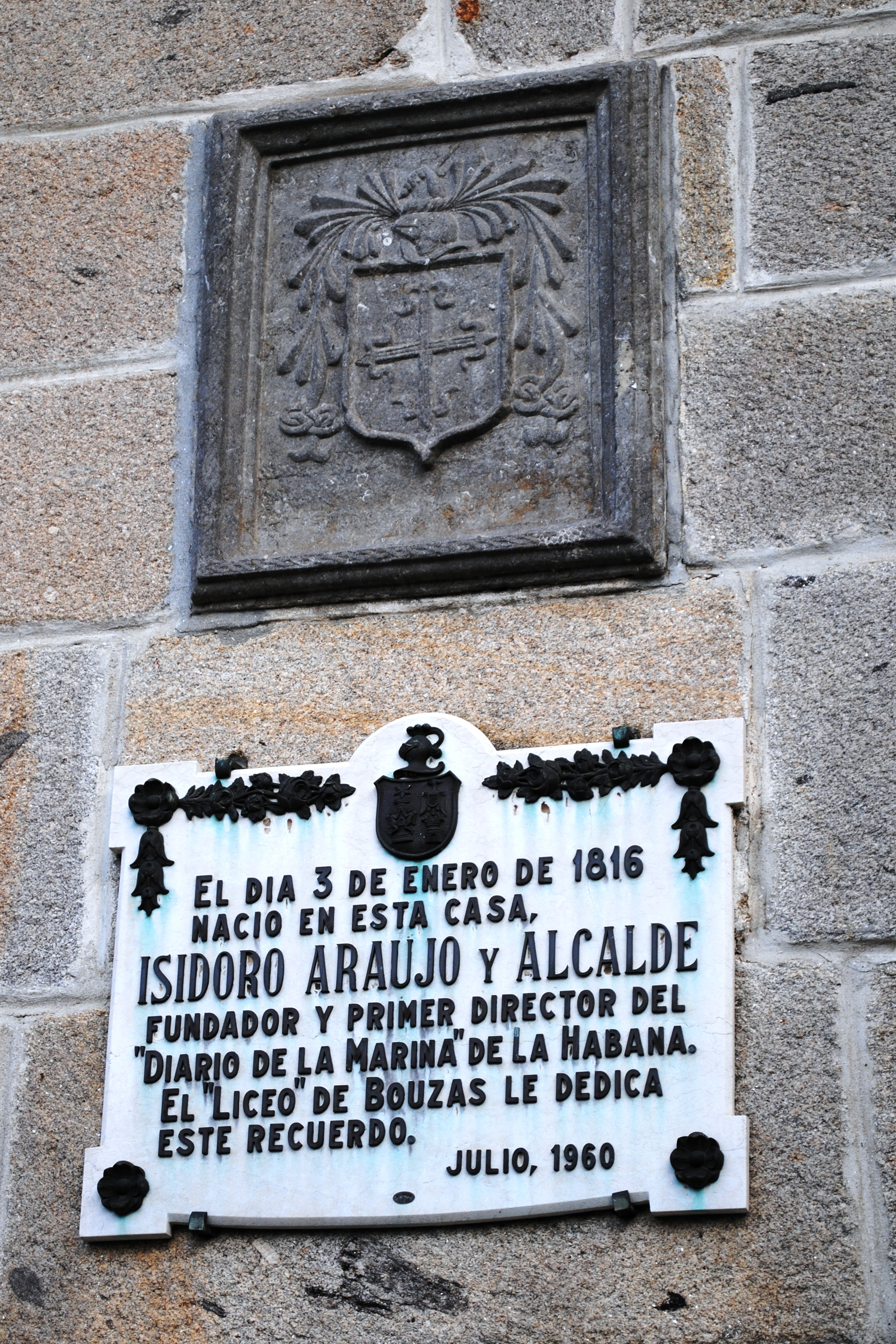
Placa en Bouzas en homenaje a Isidoro Araujo.

Isidoro Araujo de Lira (Bouzas, 2 de enero de 1816-La Habana, 7 de mayo de 1861) fue un periodista, escritor y empresario español.

## Biografía
Nacido en la localidad gallega de Bouzas el 2 de enero de 1816, estudió Humanidades en Tuy y Filosofía en el monasterio benedictino de Samos. En 1835, cuando se produjo una de las primeras desamortizaciones del período isabelino y la exclaustración de los conventos con menos de doce religiosos, se trasladó a Madrid, donde comenzó a trabajar en la Secretaría de Estado y del Despacho de la Gobernación (hoy Ministerio del Interior). Poco después fue destinado al gobierno civil en Salamanca, donde permaneció hasta que en 1839 emigró a Cuba y se estableció como profesor en La Habana. Allí comenzó a escribir. Su primera obra fue una novela por entregas, Ana Mir, que se publicó entre 1840 y 1841 en el diario conservador El Noticioso y Lucero, periódico en el que también comenzó a publicar artículos de opinión bajo el pseudónimo «Lira».
A los pocos años había obtenido cierto prestigio y posición social en Cuba. Araujo se convertiría en fundador del Diario de la Marina, su primer director y copropietario del mismo. Fue especialmente activo en la representación de los intereses de los empresarios españoles en Cuba, realizando varios viajes a la metrópoli con tal motivo. En 1854, durante uno de sus viajes y estancia en Madrid, participó en la fundación del Diario Español, en el que publicó un opúsculo titulado Derechos de importación en la Península sobre los azúcares de Cuba y Puerto-Rico en 1855. También redactó para el Faro de Vigo. El 5 de abril de 1861 el diario El Contemporáneo de Madrid publicó una extensa carta de Araujo fechada en La Habana el 7 de marzo anterior dando respuesta a algunas afirmaciones hechas por el corresponsal del diario madrileño en La Habana, Benjamín Fernández Vallín, crítico con la orientación dada por Araujo al Correo de Cuba, de corta vida. Como consecuencia del cruce de acusaciones, el 6 de mayo Vallín y Araujo se batieron en duelo a pistola, con el resultado de la muerte de este al día siguiente, como consecuencia de las heridas recibidas.
Nietos suyos fueron el también periodista, Isidoro Bugallal, y el político conservador y durante unos meses de la Restauración, presidente del consejo de ministros español, Gabino Bugallal.

## Obras
- Ana Mir[2] (1840-41, novela)
- Memoria sobre el estado político y administrativo de Cuba (s/f, ensayo)
- Derechos de importación en la Península sobre los azúcares de Cuba y Puerto-Rico[5] (1855, OCLC 14875709)